# Le Martyr du calvaire
Pour plus de détails, voir Fiche technique et Distribution.
Le Martyr du Calvaire (en espagnol : El mártir del Calvario) est un film mexicain réalisé par Miguel Morayta, sorti en 1952. Il a été présenté au Festival de Cannes 1954.

## Synopsis
La vie de Jésus-Christ.

## Fiche technique
- Titre original : El mártir del Calvario
- Titre français : Le Martyr du calvaire
- Réalisation : Miguel Morayta
- Scénario : Miguel Morayta
- Photographie : Jorge Stahl Jr.
- Montage : José Bustos
- Musique : Gustavo Cesar Carrion
- Production : Gonzalo Elvira, Raul Mendizabal
- Société de production : Oro Films
- Pays d'origine : Mexique
- Langue : espagnol
- Format : noir et blanc - son : mono
- Genre : drame historique
biographie
- Durée : 113 minutes
- Date de sortie : Mexique : 2 avril 1952

## Distribution
- Enrique Rambal (en) : Jésus
- Manuel Fábregas : Judas
- Consuelo Frank : María Madre
- Alicia Palacios : Magdalena
- Miguel Ángel Ferriz (es) : Pedro
- Carmen Molina : Marta
- José María Linares-Rivas (es) : Caifás
- Felipe de Alba (en) : Andrés
- Luis Beristáin (es) : Jefe Sinagoga
- Miguel Arenas (es) : José de Arimatea
- Lupe Llaca : Verónica Lupe Llaca : Verónica
- Alberto Mariscal : Anás el Joven
- Alfonso Mejía (es) : Marcos
- José Baviera (en) : Poncio Pilatos
- Fernando Casanova : Centurión

## Distinctions
Le film a été présenté en sélection officielle en compétition au Festival de Cannes 1954.